# 普利茅斯山

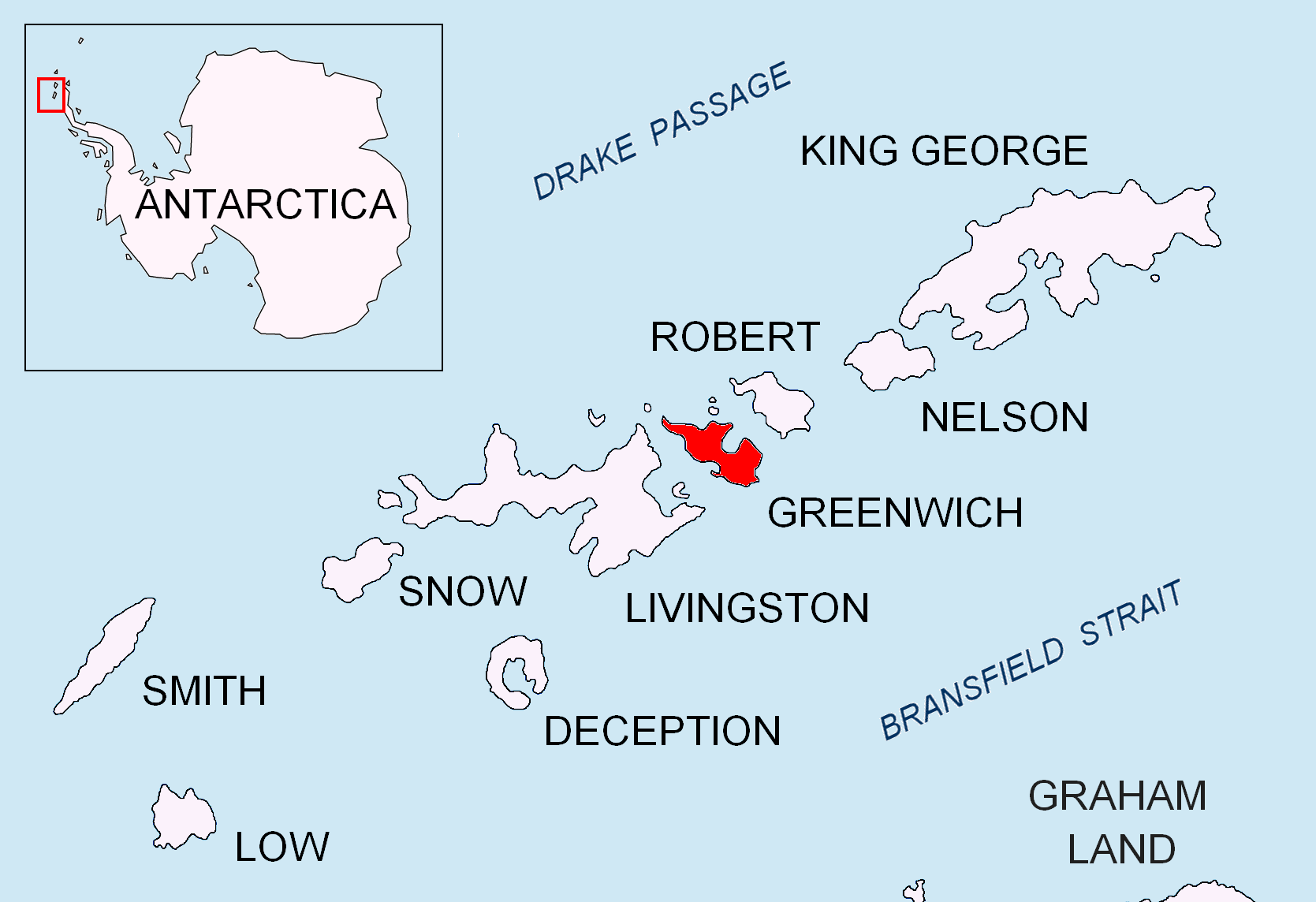

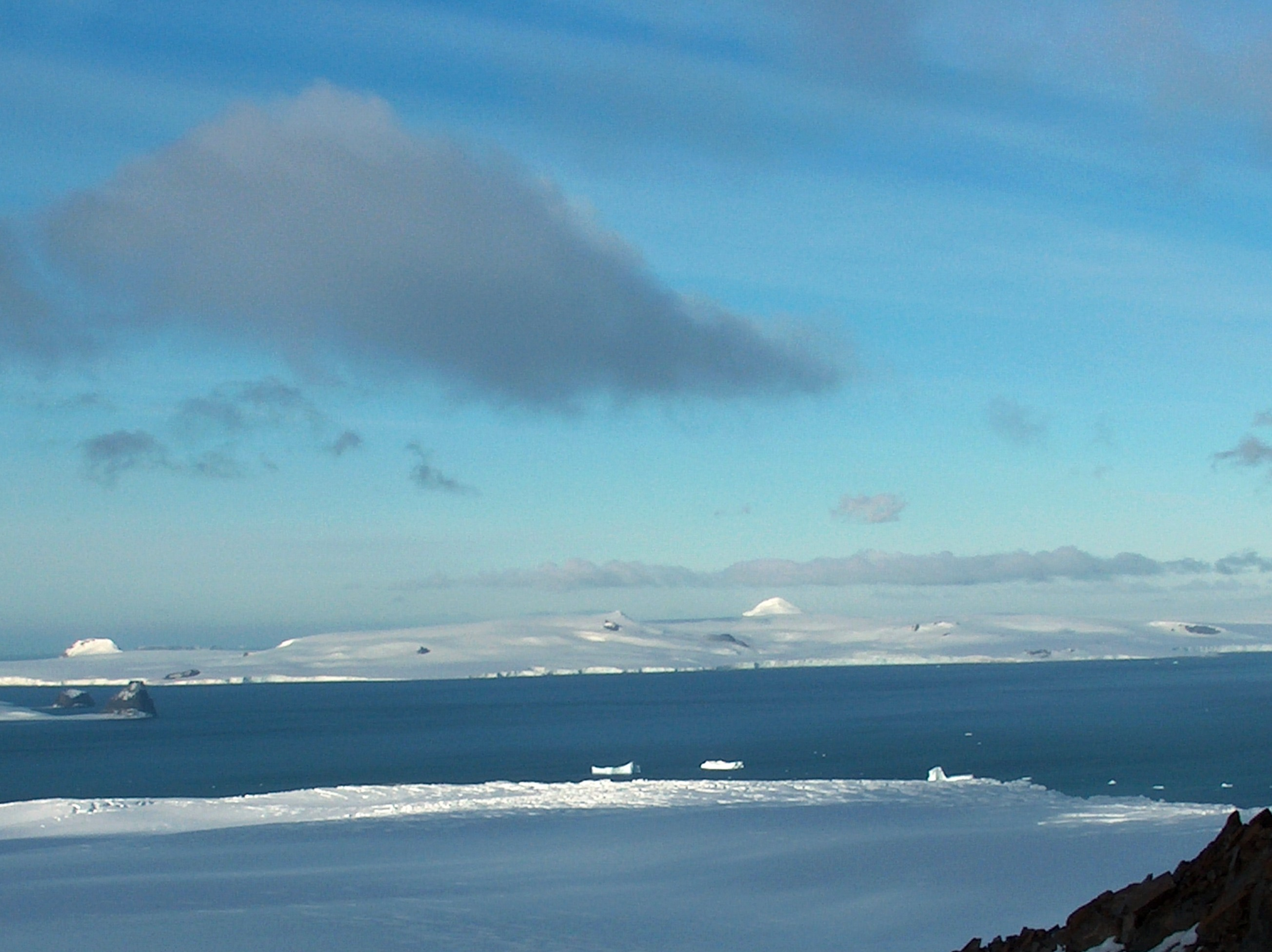

普利茅斯山（英語：Mount Plymouth）是南極洲的山峰，位於南設得蘭群島中格林尼治島的德里亞諾沃高地東北端，處於塞夫托波利斯峰東北面3.1公里、斯帕克角西南面5.1公里，海拔高度520米，以英國的城市命名。

## 外部連結
- SCAR Composite Antarctic Gazetteer（页面存档备份，存于）.

62°27′44″S 59°48′58.5″W / 62.46222°S 59.816250°W